# Železniško postajališče Trebnje Kamna Gora
Železniško postajališče Trebnje Kamna Gora je eno izmed železniških postajališč v Sloveniji, ki oskrbuje vzhodni del Trebnjega. Nahaja se ob cesti med Trebnjim in Mirno Pečjo.